# Galalita
La galalita (en anglès:Galalith o Erinoid), és un dels primers plàstics que es van produir comercialment. És un polímer artificial, que s'obté de la interacció de la caseïna i el formaldehid. El seu nom comercial prové de les paraules gregues gala (llet) i lithos (pedra), és una substància inodora, insoluble en aigua, biodegradable, antial·lèrgica, antiestàtica i virtualment no inflamable.

## Descobriment
L'any 1897 el propietari d'una impremta Wilhelm Krische de Hannover, Alemanya va ser comissionat per a desenvolupar una alternativa al guix de les pissarres. El producte resultant similar a un plàstic fet a partir de la proteïna caseïna va ser desenvolupat en cooperació amb el químic austríac (Friedrich) Adolph Spitteler (1846–1940). Malgrat que aquest producte no era adequat per al propòsit original, a principi del segle XX el químic francès J.C. Trillat descobrí la manera d'insolubilitzar la caseïna per immersió de la caseïna en formaldehid.

## Producció i ús
Encara que la galalita no pot ser modelada i s'havia de produir en forma de làmines tenia un cost molt econòmic i podia ser tallada i tintada sense dificultat i aviat va trobar utilitat en la indústria de la moda.
Aquest nou plàstic va ser presentat a l'Exposició Universal de París de 1900 (amb el nom de galalithe) i va revolucionar la indústria dels botons per la seva capacitat de crear efectes d'ivori, banya, closca de tortuga i de fusta.
l'any 1913, només a Alemanya, es va produir 30 milions de litres de llet per a produir galalita.
La galalita també podia produir l'efecte de les pedres precioses. El 1926 Gabrielle “Coco” Chanel va dissenyar un vestit que la revista Vogue va anomenar "Chanel's Ford,” perquè s'assemblava al model Ford T, que utilitzava botons de galalita. Durant la dècada de 1930 es va usar també la galalita per a plomes d'escriure, tecles de piano i altres coses com peces de components elèctrics, la producció mundial d'aquells anys va arribar a les 10.000 tones.

## Actualment
El fet que la galalita no pugui ser modelada ha bandejat el seu ús comercial, també la necessitat de la llet per a produir-la va fer que durant la Segona Guerra Mundial es deixés de fabricar, encar amb més motius quan van aparèixer els plàstics derivats del petroli. A Brasil es va continuar fabricant fins a la dècada de 1960.